# Concepción Patín Club
El Concepción Patín Club és un club d'hoquei patins argentí de la ciutat de San Juan de la Frontera, el club fou fundat en 1942 i actualment disputeix la Lliga argentina d'hoquei patins, competició en la qual va guanyar en quatre ocasions.

## Palmarès

### Masculí
- 4 Lligues argentines: 1994, 1998, 2007 i 2016
- 1 Campionat nacional: 2003
- 14 Campionats de San Juan: 1947, 1948, 1949, 1950, 1951, 1952, 1953, 1954, 1970, 1973, 1975, 1976, 1979, 1982 i 1991[1][2]
- 6 Copes sud-americanes: 1983, 1986, 1989, 1999, 2006 i 2007